# Walid Muaqqat
Walid Ibrahim Muaqqat (nacido en 1953 en Jerusalén) es un político y diplomático palestino, actual Embajador del Estado de Palestina en la República del Perú.
También ha representado a su país en Argentina, Nicaragua, Bolivia, Ecuador y Uruguay, como parte del Estado Palestino, la Autoridad Nacional Palestina o la Organización para la Liberación de Palestina (OLP).

## Biografía

### Primeros años
Nacido en Jerusalén durante la ocupación de Cisjordania y Jerusalén Este por Jordania, realizó sus estudios secundarios en Jericó, Cisjordania. Egresó de la Facultad de Derecho de la Universidad del Ainshams en El Cairo, Egipto. Desde su juventud militó en la OLP.

### Carrera diplomática
En 1979 se desempeñó como Segundo Secretario en la Oficina de la Organización para la Liberación de Palestina (OLP) en Perú. En 1985 fue designado Primer Secretario en la Misión de la OLP en Bolivia. En 1987 se desempeñó como Consejero en la Embajada de Palestina en Nicaragua. Al año siguiente asumió el cargo de Representante Adjunto en la Representación de la OLP en Perú. El 14 de mayo de 1998 fue designado como Embajador Jefe de la Delegación Especial de la OLP en Perú. Ese mismo año firma el Acuerdo de establecimiento de relaciones diplomáticas entre Palestina y la República del Ecuador, siendo designado Embajador concurrente con sede en Lima.
El 25 de mayo de 2001 comenzó sus actividades como Embajador Jefe de la Misión Especial de Palestina en Perú hasta el 31 de diciembre de 2005. El 4 de enero de 2006, fue designado como Embajador Extraordinario y Plenipotenciario del Estado de Palestina ante la República de Nicaragua hasta el 29 de julio de 2009, cuando fue designado representante de la misión de Palestina ante la Argentina en agosto del mismo año. A su vez, también fue nombrado Embajador de Palestina concurrente en Uruguay.
Al momento de iniciar sus actividades como embajador en Argentina, Muaqqat afirmó que el entonces ministro de Asuntos Exteriores de Israel, Avigdor Lieberman, había avalado «la ocupación de las Islas Malvinas, cuando compara la ocupación israelí en Palestina con la de los ingleses en Argentina».
El 6 de diciembre de 2010, el gobierno de Argentina reconoció oficialmente al Estado de Palestina «libre e independiente», convirtiéndose Muaqqat en el primer embajador del Estado Palestino en Buenos Aires. Durante su período de embajador también se firmó un Tratado de Libre Comercio entre el Mercosur y Palestina. También se llevaron a cabo acuerdos de cooperación inter-ciudades entre ciudades argentinas y ciudades palestinas, y se creó un Comité Permanente de Solidaridad con el Pueblo Palestino.
Durante el conflicto entre la Franja de Gaza e Israel de 2014, Muaqqat declaró que el accionar israelí es un «genocidio» contra el pueblo palestino.
A mediados de febrero de 2015 dejó la embajada palestina en Buenos Aires, siendo reemplazado por Husni Abdel Wahed. Muaqqat fue despedido el 15 de febrero de ese año por el Club Sirio Libanés de la capital argentina.
En abril de 2015 fue nombrado nuevamente embajador del Estado de Palestina en Lima, Perú, siendo acreditado oficialmente el 23 de abril de dicho año.

### Condecoraciones
En 2004, recibió un reconocimiento y una medalla a las Mejores Personalidades del Colegio de Periodistas del Perú, un reconocimiento ISESCO (Islamic Educational, Scientific and Cultural Organization) por su labor de colaboración en Lima y la Medalla Madre Teresa de Calcuta otorgada por la Sociedad Civil peruana "Sembrando Valores". El 29 de noviembre de 2005 recibió la Orden «Al Mérito del Servicio Diplomático del Perú José Gregorio Paz Soldán» en el grado de Gran Cruz.
El 8 de julio de 2009 recibió la Medalla de la Orden al Mérito del Servicio Diplomático José de Marcoleta en el grado de Gran Cruz por parte del gobierno de Nicaragua. El 15 de julio fue reconocido por la Universidad Autónoma de Nicaragua en Managua «por su colaboración con la formación profesional de los estudiantes de la carrera de diplomacia y ciencias políticas».
En octubre de 2014 visitó la ciudad argentina de Paraná en la provincia de Entre Ríos, donde fue nombrado «huésped ilustre» por la municipalidad local.
El Ministerio de Relaciones Exteriores y Culto de la Argentina le entregó la Orden del Libertador San Martín en el grado de Gran Cruz. En el año 2025, durante el gobierno de Dina Boluarte, fue condecorado con la Orden del Sol.

### Familia
En cuanto a su vida personal, está casado con Maha Al Sharif y tiene cuatro hijos.